# Невідзани (округ Пр'євідза)
Невідзани (словац. Nevidzany) — село, громада округу Пр'євідза, Тренчинський край. Кадастрова площа громади — 11.78 км².
Населення 300 осіб (станом на 31 грудня 2020 року).

## Історія
Невідзани згадуються 1229 року.

## Населення
| Рік:            | 1994. | 2004.   | 2014.   | 2024.   |
| --------------- | ----- | ------- | ------- | ------- |
| Кількість осіб: | 301   | 297     | 305     | 298     |
| Різниця:        |       | -1,32 % | +2,69 % | -2,29 % |

| Рік:            | 2023. | 2024.   |
| --------------- | ----- | ------- |
| Кількість осіб: | 301   | 298     |
| Різниця:        |       | -0,99 % |